# Louis Jacoby
Pour les articles homonymes, voir Jacoby.
Louis Jacoby né le 7 juin 1828 à Havelberg et mort le 11 novembre 1918 à Berlin, est un graveur allemand.

## Biographie
Louis Jacoby naît le 7 juin 1828 à Havelberg. Il est élève du graveur Eduard Mandel de Berlin, ville dans laquelle il s'installe. Il passe l'année 1855 à Paris, 1856 en Espagne et les années 1860-1863 en Italie, surtout à Rome. En 1863, il est nommé professeur de gravure à l'Académie de Vienne et, en 1882, il est appelé à Berlin comme conseiller artistique à l'imprimerie impériale.
Louis Jacoby meurt le 11 novembre 1918 à Berlin.

## Œuvres

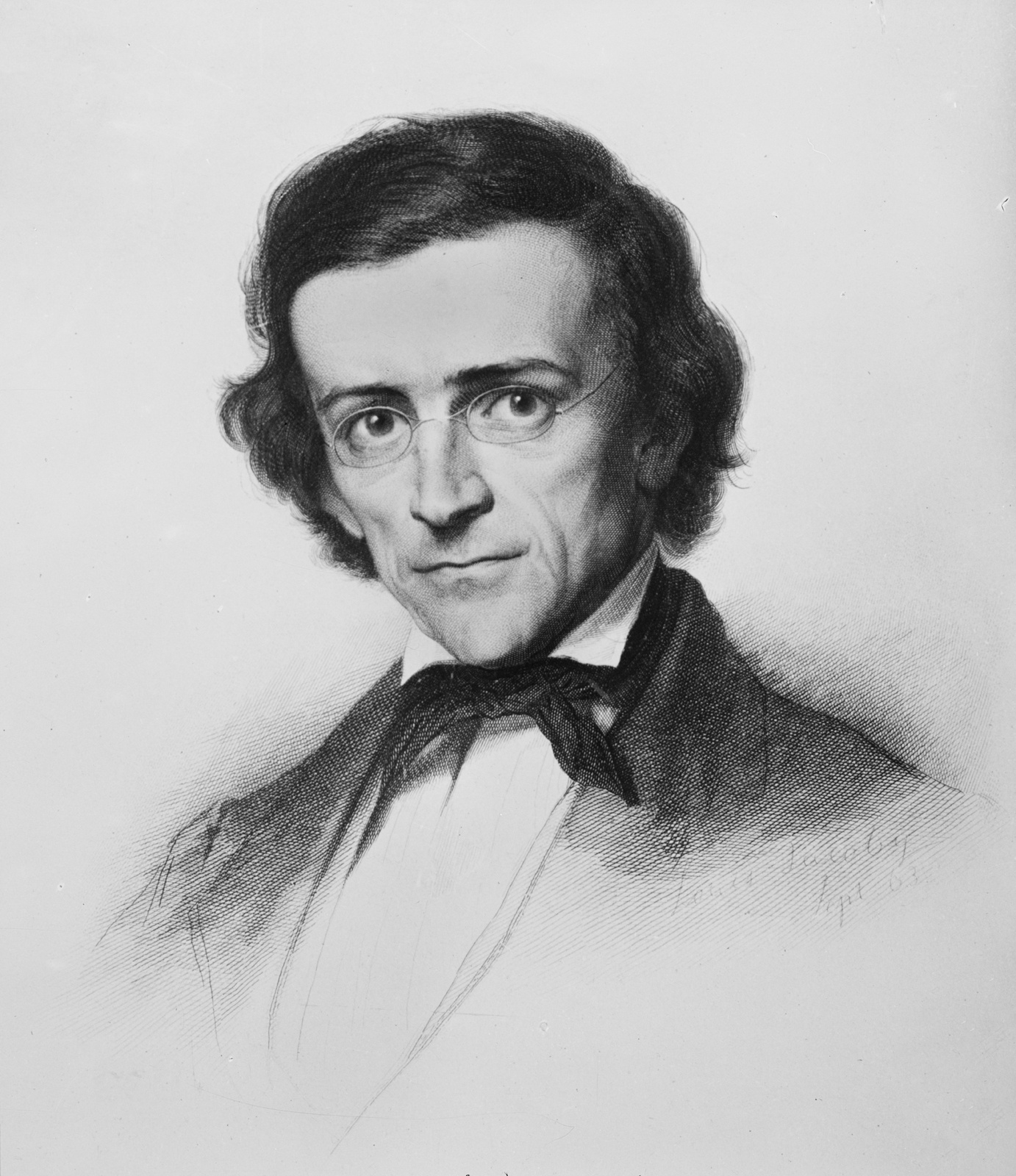
Theodor Mommsen (1863).

La première gravure de Jacoby, le Saint Jean de Tiarini, est parue en 1850. Ses gravures les plus importantes sont : La bataille des Huns de Kaulbach ; L'école d'Athènes de Raphaël (dont il avait fait une copie pendant son séjour à Rome) ; Les noces d'Alexandre et de Roxana de Soddoma ; L'empereur autrichien François-Joseph et l'impératrice Elisabeth de Winterhalter ; ainsi que les portraits de nombreux scientifiques et membres importants de la société dans les capitales autrichienne et allemande, par exemple, Rokitansky, Olfers, Ritter, Cornelius, Guhl, Mommsen, Henzen, Grillparzer, Brücke, De la Motte-Fouqué et York von Wartenburg.